# Lathasay Lounlasy
Lathasay Lounlasy (* 29. März 1998 in Vientiane) ist ein laotischer Fußballspieler.

## Karriere

### Verein
Lathasay Lounlasy stand bis Ende 2016 beim Young Elephants FC unter Vertrag. Der Verein aus der laotischen Hauptstadt Vientiane spielte in der ersten Liga des Landes, der Lao Premier League. 2017 wechselte er zum Ligakonkurrenten Lao Toyota FC. Mit dem Verein wurde er 2017 laotischer Fußballmeister. 2018 kehrte er zu seinem ehemaligen Verein Young Elephants zurück. Hier stand er bis Mitte 2020 unter Vertrag.
Seit dem 1. Juli 2020 ist Lathasay Lounlasy vertrags- und vereinslos.

### Nationalmannschaft
Lathasay Lounlasy spielte 2018 viermal in der laotischen U23-Nationalmannschaft. Hier kam er im Rahmen der Asian Games zum Einsatz.
Seit 2017 spielt er für die Nationalmannschaft von Laos. Bisher kam er auf 14 Einsätze.

## Erfolge
Lao Toyota FC
- Lao Premier League: 2017